# HotCha
HotCha（ホットチャ）は2007年4月に結成された香港の女性3人組音楽ユニットである。Neway Star所属。

## 概要
- 2007年4月4日に記者発表会が行われ、デビュー。その際、デビューソング「Vanilla」を披露した。
- メンバーは張惠雅（リージェン・チョン）、張紋嘉（クリスタル・チョン）、黎美言（ウィンキー・ライ）の3人。
- ユニット名の「HotCha」は外国語で熱狂や熱愛といった意味。ファンを熱狂させるようなパフォーマンスを見せるという意味がこめられている。
- 地元香港では、香港出身の女性3人組ユニット。デビュー時期がほぼ同じなど共通点が多いことから、「Freeze」と比較されることが多いが、ユニット名が「Freeze（＝冷）」と「Hot（＝熱）Cha」、セクシー路線に対して、健康的さをウリにしているなどの相違点もある。
- 2008年1月19日、公式国際ファンクラブ「喝茶会」が結成された。ユニット名の「HotCha」と「茶（＝che）」をかけたもので、以前に同名の非公式ファンクラブが存在していた。
- 2011年、リージェンがオーストラリア留学のため芸能活動一時休止を発表。HotChaは残りの2名で活動を続けている。

## 音楽作品
- 2007年10月18日：HotCha HotCha（CD+DVD）
- 2007年11月22日：HotCha HotCha（加熱版）（CD+DVD）
- 2008年1月24日：HotCha HotCha（熱賀本）（CD+DVD）
- 2008年11月2日：SEXXY-FUNИY-COOL（CD+DVD）

### CDに未収録の曲とミュージックビデオ
- 「童話之夢」（テレビアニメ「おとぎ銃士 赤ずきん」TVB・広東語吹き替え版主題歌）

## 出演作品
HotChaとして、もしくは3人とも出演しているもののみ。

### テレビドラマ
TVB
- 2007年：「森之愛情」 - 整容薬丸（衣料品店店員役）
- 2008年：「盛装舞歩愛作戦」（ゲスト出演）
- 2008年：「尖子攻略」（チアリーダー役）

### テレビ番組
TVB
- 2007年：「愚楽I Love U Summer」 - 海南島（ゲスト）
- 2007年：「翡翠歌星賀台慶」
- 2007年：「歓楽満東華」
- 2007年：「香港同胞慶祝五十八週年国慶晩会」
- 2007年：「放学ICU」
- 2007年：「慈善星輝仁済夜2008」
- 2008年：「金鼠出來恭喜你」
- 2008年：「大埔迎奥運嘉年華」
- 2008年：「深水埗百日倒数迎奥運嘉年華」
- 2008年：「亮相」
- 2008年：「鉄甲無敵奨門人」
- 2008年：「三個女人一個嘘」
- 2008年：「筋肉擂台」
- 2008年：「翡翠歌星賀台慶」
- 2009年：「鉄甲無敵奨門人」
- 2009年：「肥牛開運」
- 2009年：「娯楽直播」（ゲスト出演）
- 2009年：「慈善星輝仁済夜」
- 2009年：「耳分高下」

### 映画
- 2008年：『親愛的』
- 2008年：『絶代双驕』
- 2009年：『家有囍事2009』
- 2009年：『愛得起』
- 2009年：『短暫的生命』

### 吹き替え作品
- 2008年7月10日：『超劇場版ケロロ軍曹3 ケロロ対ケロロ天空大決戦であります!』
- 2008年10月1日：『ストームライダー』

### CM
2007年
- Neway
- 味千ラーメン
- 中銀香港クレジットカード
- 永成撮影

2008年
- Walker Shop
- Neway
- 味千ラーメン
- 中銀クレジットカード
- 永成撮影
- 勁舞団（Season 4.1 秋天的童話）
- Neway

2009年
- 永成撮影
- Acupuncture FootWear
- Life Team

## 写真集
- 2007年7月20日：「Hot's Walk @Malaysia」（新Monday）
- 2008年7月23日：「On The Move」（星島出版）ISBN 978-962-672-727-0

## 参加したコンサートやライブ
- 2007年7月21日：07新星歌舞闘音楽会
- 2007年7月29日：MK1 Hotcha ミニコンサート
- 2007年：太陽計画 2007 Let's Go 南区音楽会
- 2007年12月13日：HotCha Hot Dance Party
- 2007年12月28日：Neway Shall We音楽会（デニス・ホー、ステファニー・チェン、イヴァナ・ウォン、ジャン・ランブと共演）
- 2008年：飢饉30閉幕音楽会
- 2008年4月25日：広州08狂呼我Neway Hyper Live音楽会（ステフィー・タン、アレックス・フォン、キャリー・ン、テリー・ウー、リコ・クオックとの共演）
- 2008年5月5日：香港各界青少年一心一印迎奥運音楽会
- 2008年12月22日：YOU ARE MY HotCha Debut Dance LIVEコンサート